# Jinete (soldado de caballería)
El jinete, soldado de caballería que montaba a la morisca o a la jineta con silla de bridas cortas y arzón bajo, y empleaba como arma principal una lanza de mano, fue una tipología de militar exclusiva de la península ibérica, donde el contacto con las tropas árabes y las luchas contra éstos durante la Reconquista produjo este estilo peculiar de montar y luchar a caballo. 

## Cronología

### Reconquista
A diferencia del resto de Europa, donde la caballería evolucionó unidireccionalmente hacia los hombres de armas de la caballería pesada- escuela que sin embargo, también se implantó en España -, en la península existió otro tipo de caballería en la Edad Media, que perduró hasta el inicio del siglo XVII, y que basaba su efectividad en la agilidad de sus movimientos, antes que en el choque frontal de la caballería pesada, ejecutados con lanzas de ristre por soldados de arnés completo montados en sillas de bridas sobre potentes caballos encubertados.
En todo caso, para el siglo XV, época de plenitud para la caballería pesada, los jinetes constituían la menor parte de la caballería del reino de Castilla. Así pues, en el otorgamiento que hicieron las Cortes reunidas en Valladodid para sostener la guerra con los moros del Reino de Granada en el año de 1412, se concedía el dinero necesario para la paga de cinco mil hombres de armas y mil jinetes.

### Corona de Aragón
Tanto en la reconquista, como en los conflictos que la Corona de Aragón tuvo, como, por ejemplo, la Guerra Civil Catalana de 1462 a 1472, se emplearon tanto hombres de armas como jinetes.

### Reinado de Isabel y Fernando
Finalizada la Reconquista, el principal rival de la corona pasa a ser Francia, tanto en la frontera pirenaica como en Italia, donde ambas coronas mantenían intereses dinásticos. 
El rey de Francia mantenía una gendarmería con la cual tan solo rivalizaba la que la casa de Borgoña había desarrollado en los Países Bajos. Los Reyes Católicos quisieron desarrollar una fuerza permanente de caballería que pudiera enfrentarse a la francesa, y así crearon las Guardias de Castilla.
Estas Guardias habían de estar compuestas en tres cuartas partes por hombres de armas y el resto debían ser jinetes. Si bien los efectivos teóricos de 25 capitanías de 100 hombres no llegaron a cumplirse, por defecto o por exceso, existieron compañías de jinetes junto con la mayoría de compañías de hombres de armas.
Cuando el Gran Capitán parte de Málaga en el verano de 1500 con rumbo a Sicilia para la previsible campaña en Nápoles que había de tener lugar contra Francia, estaba acompañado de tres compañías de hombres de armas y tres de jinetes.

### Casa de Habsburgo
Cuando se produce la reforma de las Guardias en 1525, existían 26 capitanías de hombres de armas, 12 de jinetes y 4 de estradiotes. A medida que pase el tiempo, el jinete perderá su importancia, de la misma manera que el hombre de armas, para extinguirse en el siglo XVII ambos tipos de soldados.

## Ejercicios y juegos
Para ejercitarse en tiempo de paz, se empleaban en juegos de cañas o en una demostración de habilidad denominada "correr la sortija", que consistía en arrancar un anillo metálico que pendía de una cuerda con la punta de la lanza pasando al trote con el caballo.
Estos juegos también eran populares entre los civiles, y a medida que la escuela militar fue declinando, se mantuvo la escuela civil de equitación a la gineta